# Soi
 (octobre 2022).
Pour les articles homonymes, voir Soi (homonymie).

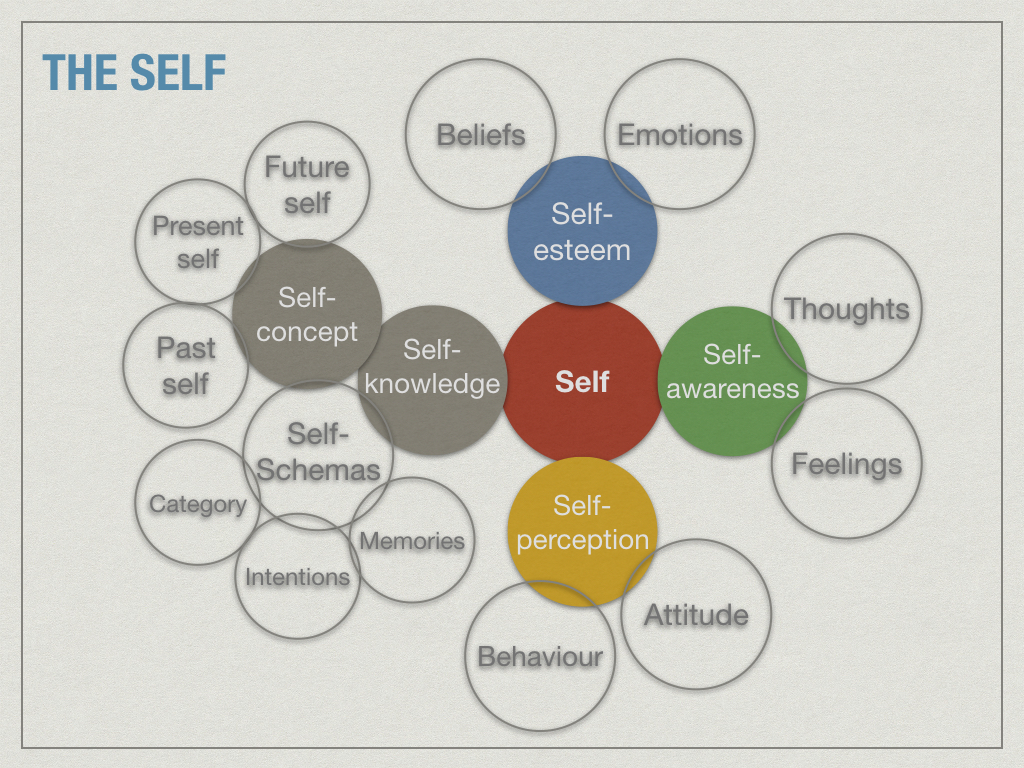
Dimensions et sous-dimensions du soi. (Anglais)

Soi se rapporte à « on » comme « moi » se rapporte à « je » : « [le mot] indique un rapport du sujet avec lui-même ».
Appliqué à la personne, le terme soi renvoie à l'individu, à la distinction de celui-ci, ou à la conscience qu'il peut avoir de lui-même. Mais appliqué à un objet quelconque, il envoie à la chose en soi, et au questionnement sur son existence propre, indépendamment de la conscience que l'on peut en avoir. 
Enfin, appliqué à la totalité de ce qui est, le terme soi renvoie au spirituel, à un concept lié au divin [réf. souhaitée].

## Étymologie et emploi du mot
Étymologiquement le mot soi dérive du latin Sei. Grammaticalement, soi est généralement utilisé comme pronom réfléchi de la troisième personne indéfinie. On le rencontre par exemple comme complément d’une préposition, « en soi », pour renvoyer à l'existence, à « ce qui est ». Il peut aussi être nominalisé, « le soi », quand il se rapporte à l'individualité.

## Sens psychologique
Dans l'histoire de la psychanalyse et comme courant de pensée postfreudien dans l'histoire de la psychologie, le soi est une notion d’abord utilisée en 1950 par Heinz Hartmann en Ego psychology, puis reprise en 1960 dans l’école anglaise, par Donald Winnicott avec le vrai et le faux self et dans l’école américaine par Heinz Kohut. Plus tard, dans les années 60, apparait un courant anglophone nommé Self psychology.

## Sens philosophique
En philosophie, si le soi était déjà étudié sous l'angle de la conscience de soi au XIXe siècle, au XXe siècle le mot renvoie plutôt à des questionnements liés à l'existentialisme qui traite du principe d'existence de l'individualité de l'homme. 
Dans la scolastique médiévale, la qualité du soi a été étudiée sous le terme de « seité » par opposition à l'« aséité » ou « quidité » [réf. souhaitée]. Plus tard, Kant distingue la chose en soi, dont il fait un synonyme de noumène. Il défend une existence propre indépendamment de ce qui peut en être perçu. Sartre expose une comparaison dans L'Être et le Néant : « l'homme existe pour lui-même, il doit lui-même donner un sens à sa vie en s'imaginant dans le futur, il se distingue ainsi des objets qui n'existent qu'en eux-mêmes ». Pour-soi et en-soi sont, donc, deux expressions ontologiques, une de l'homme en son existentialité, l'autre des choses de la nature.
À propos du soi entendu pour soi-même[pas clair], le manuel d'Épictète recommande[Où ?] de « se garder de soi-même comme d'un ennemi. »

## Sens spirituel
En particulier dans les domaines de la spiritualité, ainsi que de la philosophie indienne, le mot s'écrit souvent avec une majuscule (Soi).
Le Soi constitue un sujet central dans le cadre de l'exploration spirituelle, et le mot peut alors renvoyer à l'expression de Dieu (par exemple selon Maître Eckhart). Il peut aussi renvoyer au Brahman ou encore à l'Ātman, dans la philosophie hindoue reprise en psychologie par Carl Gustav Jung, ou encore au Tao.